# 2018년 FIFA 월드컵 통계
다음은 2018년 6월 14일부터 7월 15일까지 러시아에서 개최된 2018년 FIFA 월드컵의 통계이다.
무승부시 경기의 승패를 결정하는 승부차기에서 기록한 득점은 통계에 포함되지 않는다.

## 득점자
;6골
- 해리 케인

4골
| - 로멜루 루카쿠 - 앙투안 그리즈만 | - 킬리안 음바페 - 크리스티아누 호날두 | - 데니스 체리셰프 |

3골
| - 예리 미나 - 에덴 아자르 - 마리오 만주키치 | - 이반 페리시치 - 아르툠 주바 - 디에고 코스타 | - 에딘손 카바니 |

2골
| - 세르히오 아궤로 - 밀레 예디나크 - 필리피 코치뉴 - 네이마르 - 루카 모드리치 | - 모하메드 살라 - 이누이 다카시 - 존 스톤스 - 아흐메드 무사 - 손흥민 | - 안드레아스 그랑크비스트 - 루이스 수아레스 - 와흐비 카즈리 |

1골
| - 리오넬 메시 - 마르코스 로호 - 앙헬 디 마리아 - 가브리엘 메르카도 - 드리스 메르턴스 - 미키 바추아이 - 아드난 야누자이 - 얀 페르통언 - 마루안 펠라이니 - 나세르 샤들리 - 케빈 더 브라위너 - 토마 뫼니에 - 파울리뉴 - 치아구 시우바 - 호베르투 피르미누 - 헤나투 아우구스투 - 후안 페르난도 킨테로 - 라다멜 팔카오 - 후안 콰드라도 - 켄달 와스톤 - 안테 레비치 - 이반 라키티치 - 밀란 바델 - 안드레이 크라마리치 - 도마고이 비다 - 유수프 포울센 - 크리스티안 에릭센 - 마티아스 예르겐센 - 제시 린가드 | - 해리 매과이어 - 델레 알리 - 키런 트리피어 - 뱅자맹 파바르 - 라파엘 바란 - 사뮈엘 움티티 - 폴 포그바 - 마르코 로이스 - 토니 크로스 - 알프레드 핀보가손 - 길비 시귀르드손 - 카림 안사리파르드 - 가가와 신지 - 오사코 유야 - 하라구치 겐키 - 혼다 게이스케 - 이르빙 로사노 - 카를로스 벨라 - 하비에르 에르난데스 - 칼리드 부타이브 - 유세프 엔네시리 - 빅터 모지스 - 펠리페 발로이 - 그제고시 크리호비아크 - 얀 베드나레크 - 안드레 카리요 - 파올로 게레로 - 히카르두 쿠아레즈마 - 페페 | - 유리 가진스키 - 알렉산드르 골로빈 - 마리우 페르난지스 - 살만 알파라지 - 살렘 알다우사리 - 음바예 니앙 - 사디오 마네 - 무사 와귀에 - 알렉산다르 콜라로브 - 알렉산다르 미트로비치 - 김영권 - 나초 - 이스코 - 이아고 아스파스 - 올라 토이보넨 - 루드비그 아우구스틴손 - 에밀 포르스베리 - 슈테벤 추버 - 그라니트 자카 - 제르단 샤치리 - 블레림 제마일리 - 요시프 드르미치 - 페르자니 사시 - 딜랑 브론 - 파크레딘 벤 유세프 - 호세 히메네스 |

자책골
| - 아지즈 베히치 (프랑스전) - 페르난지뉴 (벨기에전) - 마리오 만주키치 (프랑스전) - 아흐메드 파티 (러시아전) | - 아지즈 부하두즈 (이란전) - 오게네카로 에테보 (크로아티아전) - 치아구 시오네크 (세네갈전) - 에드손 알바레스 (스웨덴전) | - 데니스 체리셰프 (우루과이전) - 세르게이 이그나셰비치 (스페인전) - 얀 조머 (코스타리카전) - 야신 메리아 (파나마전) |

## 도움 기록
2도움
| - 에베르 바네가 - 리오넬 메시 - 에덴 아자르 - 토마 뫼니에 - 유리 틸레만스 - 케빈 더 브라위너 | - 나세르 샤들리 - 필리피 코치뉴 - 하메스 로드리게스 - 후안 페르난도 킨테로 - 앙투안 그리즈만 - 루카스 에르난데스 | - 알렉산드르 골로빈 - 아르툠 주바 - 빅토르 클라에손 - 카를로스 산체스 |

1도움
| - 마르코스 로호 - 크리스티안 파본 - 드리스 메르턴스 - 토비 알데르베이럴트 - 로멜루 루카쿠 - 가브리에우 제주스 - 도글라스 코스타 - 네이마르 - 윌리앙 - 후안 콰드라도 - 조엘 캠벨 - 마르첼로 브로조비치 - 마테오 코바치치 - 밀란 바델 - 요시프 피바리치 - 루카 모드리치 - 마리오 만주키치 - 시메 브르살코 - 이반 페리시치 - 도마고이 비다 - 크리스티안 에릭센 - 니콜라이 예르겐센 - 토마스 딜레이니 - 압달라흐 사이드 - 해리 매과이어 | - 키런 트리피어 - 라힘 스털링 - 애슐리 영 - 제시 린가드 - 올리비에 지루 - 코랑탱 톨리소 - 마르코 로이스 - 티모 베르너 - 혼다 게이스케 - 이누이 다카시 - 나가토모 유토 - 가가와 신지 - 시바사키 가쿠 - 하비에르 에르난데스 - 이르빙 로사노 - 파이살 파지르 - 빅터 모지스 - 케네스 오메루오 - 리카르도 아빌라 - 파올로 게레로 - 카밀 그로시츠키 - 라파우 쿠자바 - 곤살루 게드스 - 조앙 모티뉴 - 안드레 실바 | - 하파엘 게헤이루 - 마리우 페르난지스 - 일리야 쿠테포프 - 로만 조브닌 - 알란 자고예프 - 압둘라 오타이프 - 음바예 니앙 - 두샨 타디치 - 이재성 - 주세종 - 세르지오 부스케츠 - 다니 카르바할 - 안드레스 이니에스타 - 올라 토이보넨 - 제르단 샤치리 - 마리오 가브라노비치 - 브릴 엠볼로 - 데니스 자카리아 - 와흐비 카즈리 - 함디 나구에즈 - 우사마 하다디 - 로드리고 벤탕쿠르 - 루이스 수아레스 |

## 점수

### 팀 득점 기록
16골
- 벨기에

14골
| - 프랑스 | - 크로아티아 |  |

12골
- 잉글랜드

11골
- 러시아

8골
- 브라질

7골
| - 스페인 | - 우루과이 |  |

6골
| - 아르헨티나 - 스웨덴 | - 포르투갈 - 콜롬비아 | - 일본 |

5골
| - 스위스 | - 튀니지 |  |

4골
- 세네갈

3골
| - 나이지리아 - 덴마크 | - 대한민국 - 멕시코 |  |

2골
| - 독일 - 모로코 - 사우디아라비아 - 세르비아 | - 아이슬란드 - 오스트레일리아 - 이란 - 이집트 | - 코스타리카 - 페루 - 파나마 - 폴란드 |

### 팀 실점 기록
11실점
- 파나마

9실점
- 아르헨티나
- 크로아티아

8실점
- 튀니지
- 잉글랜드

7실점
| - 사우디아라비아 | - 일본 | - 러시아 |

6실점
| - 이집트 - 포르투갈 | - 스페인 - 벨기에 | - 멕시코 - 프랑스 |

5실점
| - 아이슬란드 - 오스트레일리아 | - 코스타리카 - 스위스 | - 폴란드 |

4실점
| - 나이지리아 - 독일 - 세네갈 | - 세르비아 - 모로코 - 프랑스 | - 스웨덴 - 크로아티아 |

3실점
| - 대한민국 - 콜롬비아 | - 우루과이 - 브라질 |  |

2실점
| - 이란 | - 페루 | - 덴마크 |

## 경기 시상

### 맨 오브 더 매치
| 순위 | 이름                    | 팀         | 상대팀                                                              | 수상 |
| ---- | ----------------------- | ---------- | ------------------------------------------------------------------- | ---- |
| 1    | 해리 케인               | 잉글랜드   | vs 튀니지 (조별), vs 파나마 (조별), vs 콜롬비아 (16강)              | 3    |
| 1    | 루카 모드리치           | 크로아티아 | vs 나이지리아 (조별), vs 아르헨티나 (조별), vs 러시아 (8강)         | 3    |
| 1    | 에덴 아자르             | 벨기에     | vs 튀니지 (조별), vs 일본 (16강), vs 잉글랜드 (3, 4위전)            | 3    |
| 1    | 앙투안 그리즈만         | 프랑스     | vs 오스트레일리아 (조별), vs 우루과이 (8강), vs 크로아티아 (결승전) | 3    |
| 2    | 데니스 체리셰프         | 러시아     | vs 사우디아라비아 (조별), vs 이집트 (조별)                          | 2    |
| 2    | 크리스티아누 호날두     | 포르투갈   | vs 스페인 (조별), vs 모로코 (조별)                                  | 2    |
| 2    | 필리피 코치뉴           | 브라질     | vs 스위스 (조별), vs 코스타리카 (조별)                              | 2    |
| 2    | 루이스 수아레스         | 우루과이   | vs 사우디아라비아 (조별), vs 러시아 (조별)                          | 2    |
| 2    | 킬리안 음바페           | 프랑스     | vs 페루 (조별), vs 아르헨티나 (16강)                                | 2    |
| 3    | 모하메드 엘셰나위       | 이집트     | vs 우루과이 (조별)                                                  | 1    |
| 3    | 아민 하리트             | 모로코     | vs 이란 (조별)                                                      | 1    |
| 3    | 한네스 소르 하들도르손  | 아이슬란드 | vs 아르헨티나 (조별)                                                | 1    |
| 3    | 유수프 포울센           | 덴마크     | vs 페루 (조별)                                                      | 1    |
| 3    | 알렉산다르 콜라로브     | 세르비아   | vs 코스타리카 (조별)                                                | 1    |
| 3    | 이르빙 로사노           | 멕시코     | vs 독일 (조별)                                                      | 1    |
| 3    | 안드레아스 그랑크비스트 | 스웨덴     | vs 대한민국 (조별)                                                  | 1    |
| 3    | 로멜루 루카쿠           | 벨기에     | vs 파나마 (조별)                                                    | 1    |
| 3    | 오사코 유야             | 일본       | vs 콜롬비아 (조별)                                                  | 1    |
| 3    | 음바예 니앙             | 세네갈     | vs 폴란드 (조별)                                                    | 1    |
| 3    | 디에고 코스타           | 스페인     | vs 이란 (조별)                                                      | 1    |
| 3    | 크리스티안 에릭센       | 덴마크     | vs 오스트레일리아 (조별)                                            | 1    |
| 3    | 아흐메드 무사           | 나이지리아 | vs 아이슬란드 (조별)                                                | 1    |
| 3    | 제르단 샤치리           | 스위스     | vs 세르비아 (조별)                                                  | 1    |
| 3    | 하비에르 에르난데스     | 멕시코     | vs 대한민국 (조별)                                                  | 1    |
| 3    | 마르코 로이스           | 독일       | vs 스웨덴 (조별)                                                    | 1    |
| 3    | 사디오 마네             | 세네갈     | vs 일본 (조별)                                                      | 1    |
| 3    | 하메스 로드리게스       | 콜롬비아   | vs 폴란드 (조별)                                                    | 1    |
| 3    | 모하메드 살라           | 이집트     | vs 사우디아라비아 (조별)                                            | 1    |
| 3    | 히카르두 쿠아레즈마     | 포르투갈   | vs 이란 (조별)                                                      | 1    |
| 3    | 이스코                  | 스페인     | vs 모로코 (조별)                                                    | 1    |
| 3    | 은골로 캉테             | 프랑스     | vs 덴마크 (조별)                                                    | 1    |
| 3    | 안드레 카리요           | 페루       | vs 오스트레일리아 (조별)                                            | 1    |
| 3    | 리오넬 메시             | 아르헨티나 | vs 나이지리아 (조별)                                                | 1    |
| 3    | 밀란 바델               | 크로아티아 | vs 아이슬란드 (조별)                                                | 1    |
| 3    | 루드비그 아우구스틴손   | 스웨덴     | vs 멕시코 (조별)                                                    | 1    |
| 3    | 조현우                  | 대한민국   | vs 독일 (조별)                                                      | 1    |
| 3    | 파울리뉴                | 브라질     | vs 세르비아 (조별)                                                  | 1    |
| 3    | 블레림 제마일리         | 스위스     | vs 코스타리카 (조별)                                                | 1    |
| 3    | 얀 베드나레크           | 폴란드     | vs 일본 (조별)                                                      | 1    |
| 3    | 예리 미나               | 콜롬비아   | vs 세네갈 (조별)                                                    | 1    |
| 3    | 아드난 야누자이         | 벨기에     | vs 잉글랜드 (조별)                                                  | 1    |
| 3    | 파르레딘 벤 유세프      | 튀니지     | vs 파나마 (조별)                                                    | 1    |
| 3    | 에딘손 카바니           | 우루과이   | vs 포르투갈 (16강)                                                  | 1    |
| 3    | 이고리 아킨페예프       | 러시아     | vs 스페인 (16강)                                                    | 1    |
| 3    | 카스페르 슈마이켈       | 덴마크     | vs 크로아티아 (16강)                                                | 1    |
| 3    | 네이마르                | 브라질     | vs 멕시코 (16강)                                                    | 1    |
| 3    | 에밀 포르스베리         | 스웨덴     | vs 스위스 (16강)                                                    | 1    |
| 3    | 케빈 더 브라위너        | 벨기에     | vs 브라질 (8강)                                                     | 1    |
| 3    | 조던 픽퍼드             | 잉글랜드   | vs 스웨덴 (8강)                                                     | 1    |
| 3    | 사뮈엘 움티티           | 프랑스     | vs 벨기에 (준결승)                                                  | 1    |
| 3    | 이반 페리시치           | 크로아티아 | vs 잉글랜드 (준결승)                                                | 1    |

### 무실점
| 순위 | 이름                    | 팀         | 상대팀                                                       | 수상 |
| ---- | ----------------------- | ---------- | ------------------------------------------------------------ | ---- |
| 1    | 페르난도 무슬레라       | 우루과이   | vs 이집트 (조별), vs 사우디아라비아 (조별), vs 러시아 (조별) | 3    |
| 1    | 알리송                  | 브라질     | vs 코스타리카 (조별), vs 세르비아 (조별), vs 멕시코 (16강)   | 3    |
| 1    | 로빈 올센               | 스웨덴     | vs 대한민국 (조별), vs 멕시코 (조별), vs 스위스 (16강)       | 3    |
| 1    | 위고 요리스             | 프랑스     | vs 페루 (조별), vs 우루과이 (8강), vs 벨기에 (준결승)        | 3    |
| 2    | 다니옐 수바시치         | 크로아티아 | vs 나이지리아 (조별), vs 아르헨티나 (조별)                   | 2    |
| 2    | 카스페르 슈마이켈       | 덴마크     | vs 페루 (조별), vs 프랑스 (조별)                             | 2    |
| 2    | 다비드 오스피나         | 콜롬비아   | vs 폴란드 (조별), vs 세네갈 (조별)                           | 2    |
| 2    | 티보 쿠르투아           | 벨기에     | vs 파나마 (조별), vs 잉글랜드 (3, 4위전)                     | 2    |
| 3    | 이고리 아킨페예프       | 러시아     | vs 사우디아라비아 (조별)                                     | 1    |
| 3    | 알리레자 베이란반드     | 이란       | vs 모로코 (조별)                                             | 1    |
| 3    | 블라디미르 스토이코비치 | 세르비아   | vs 코스타리카 (조별)                                         | 1    |
| 3    | 기예르모 오초아         | 멕시코     | vs 독일 (조별)                                               | 1    |
| 3    | 후이 파트리시우         | 포르투갈   | vs 모로코 (조별)                                             | 1    |
| 3    | 다비드 데 헤아          | 스페인     | vs 이란 (조별)                                               | 1    |
| 3    | 프란시스 우조호         | 나이지리아 | vs 아이슬란드 (조별)                                         | 1    |
| 3    | 스테브 망당다           | 프랑스     | vs 덴마크 (조별)                                             | 1    |
| 3    | 페드로 가예세           | 페루       | vs 오스트레일리아 (조별)                                     | 1    |
| 3    | 조현우                  | 대한민국   | vs 독일 (조별)                                               | 1    |
| 3    | 우카시 파비안스키       | 폴란드     | vs 일본 (조별)                                               | 1    |
| 3    | 조던 픽퍼드             | 잉글랜드   | vs 스웨덴 (8강)                                              | 1    |